# Kudica
Koordinati:   44°01′52″N, 15°06′12″E
Kudica je majhen nenaseljen otoček v srednji Dalmaciji; pripada Hrvaški.
Otoček leži okoli 1 km zahodno od srednjega dela otoka Iž. Njegova površina meri 0,038 km². Dolžina obalnega pasu je 0,71 km. Najvišji vrh je visok 23 mnm.